# День Конституції України
День Конститу́ції Украї́ни — державне свято України. Святкується щорічно 28 червня на честь ухвалення Конституції України того ж дня 1996 року.
День Конституції України — єдине державне свято, закріплене в самій Конституції:
| Ліві лапки | Стаття 161. День прийняття Конституції України є державним святом — Днем Конституції України. | Праві лапки |

## Історія

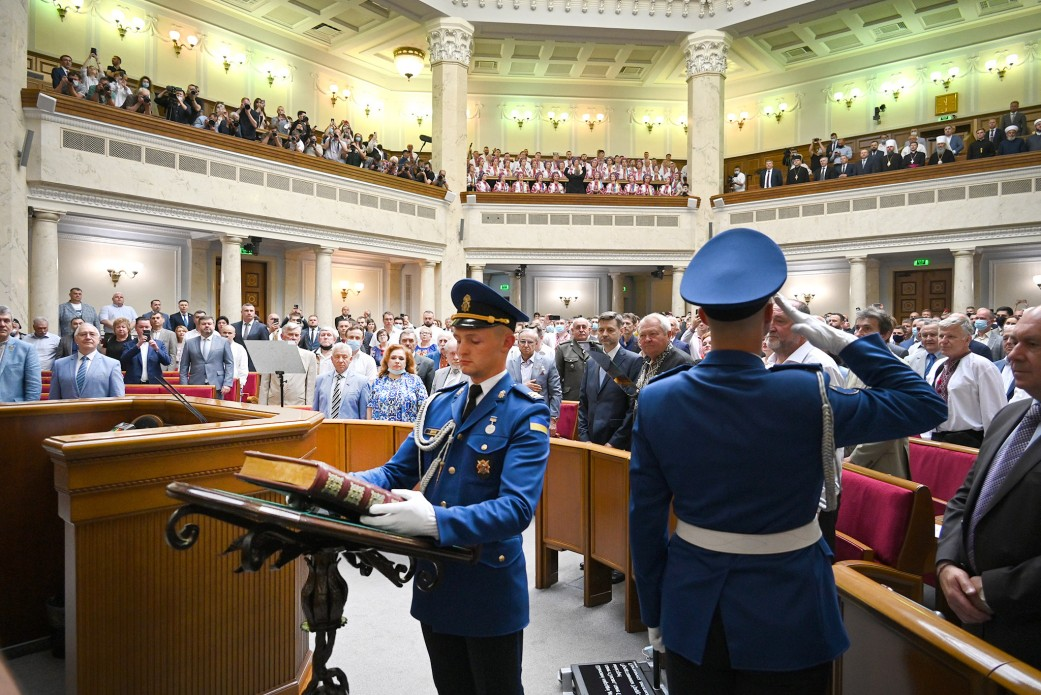
У Верховній Раді України на урочистих заходах з нагоди 25-річчя Конституції України

Через 51 годину після вступу на посаду Президента України як переможця на президентських виборах в Україні 1994 року, Леонід Кучма створив Конституційну комісію, яка привела до ухвалення Конституції України у 1996 році. До цього в Україні діяла Конституція УРСР 1978 року.
Конституцію України було ухвалено Верховною Радою о 9:20 ранку 28 червня 1996 року після того, як депутати працювали над проєктом цілий день і всю ніч, залишаючись у сесійній залі без перерв. 315 народних депутатів, за необхідних 300, проголосували за ухвалення Основного Закону. День Конституції став державним святом в Україні, оскільки його заснування було закріплено в самій конституції (це єдине державне свято, яке згадується в конституції).

## Значення
Ухвалення Конституції закріпило правові основи незалежної України, її суверенітет і територіальну цілісність, стало важливим кроком у забезпеченні прав людини та громадянина, сприяло подальшому підвищенню міжнародного авторитету України на світовій арені.

## Громадська думка
Згідно з опитуванням соціологічної служби Центру Разумкова у 2008 році, 52,9 % опитаних громадян не вважали День Конституції України святом. Результати опитування КМІС у квітні 2013 року показали, що День Конституції України є найулюбленішим святом для 4 % громадян (останнє місце).
Російське вторгнення в Україну, яке розпочалося 24 лютого 2022 року, призвело до переоцінки цього та інших державних свят в Україні. Дослідження КМІС за березень 2024 року виявило, що популярність Дня Незалежності України та Дня захисників і захисниць майже подвоїлася (з 37 % до 64 % та з 29 % до 58 % відповідно). День Конституції не досяг таких показників: але він став удвічі популярнішим, з 14 % у 2021 році до 29 % у 2023 році. В опитуванні громадської думки, проведеному в лютому 2024 року, 28 % респондентів КМІС назвали це свято «найважливішим або улюбленим».

## Факти
- Україна була останньою з колишніх радянських республік, яка ухвалила нову Конституцію[8].